# Dahn
Dahn é uma cidade da Alemanha localizada no distrito de Südwestpfalz, estado da Renânia-Palatinado.
É membro e sede do Verbandsgemeinde de Dahner Felsenland.

## Galeria de imagens

Dahn
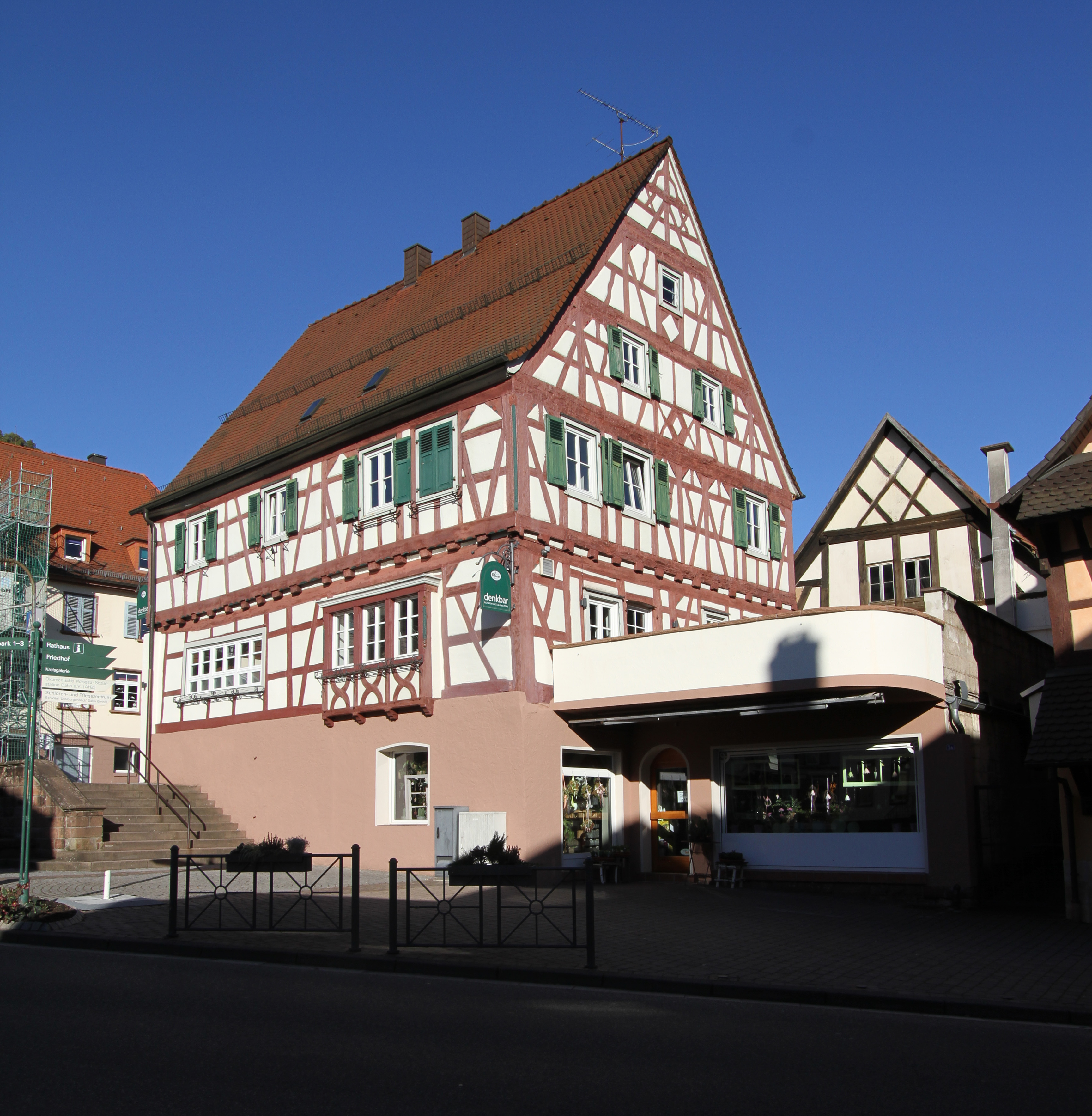
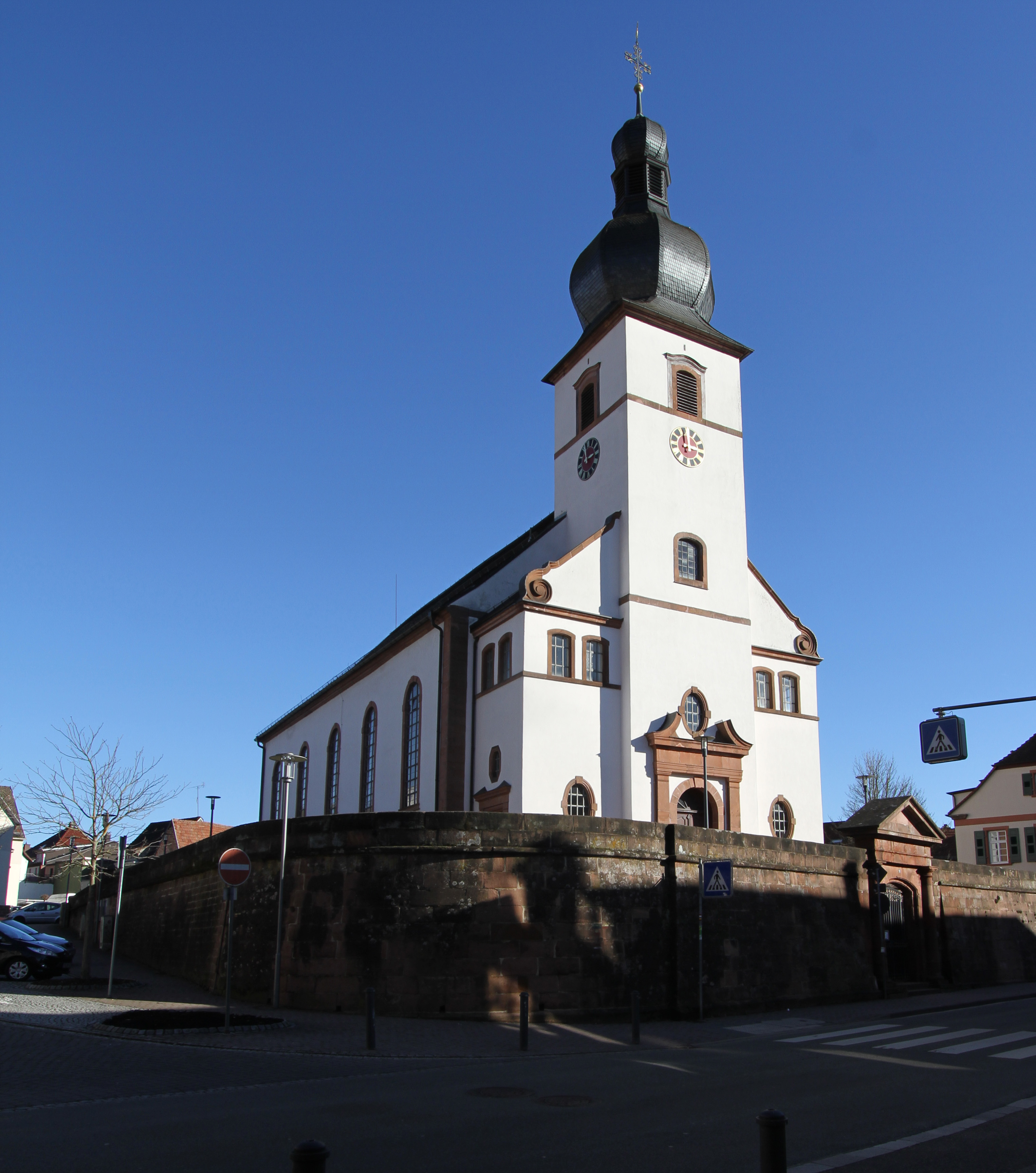
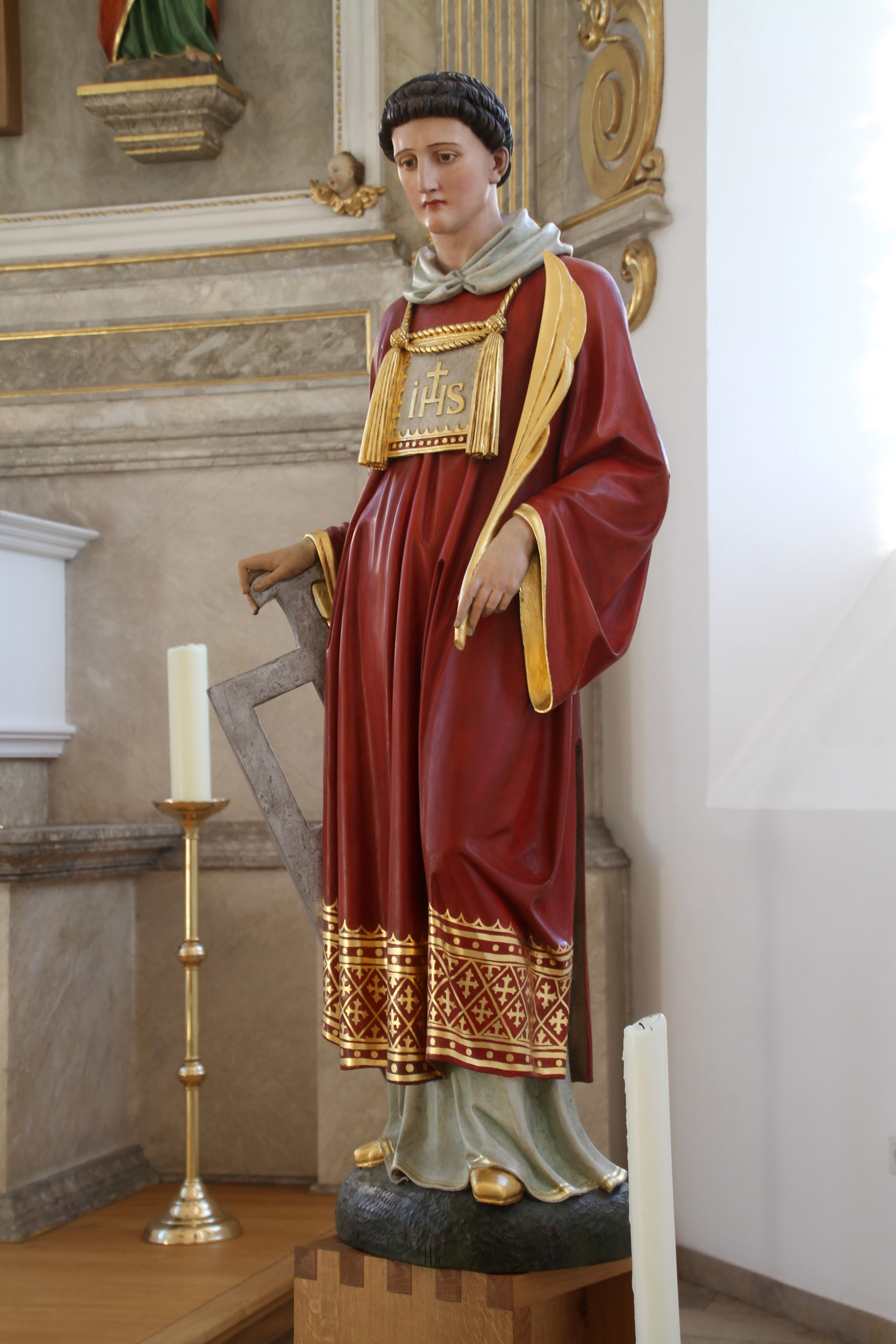
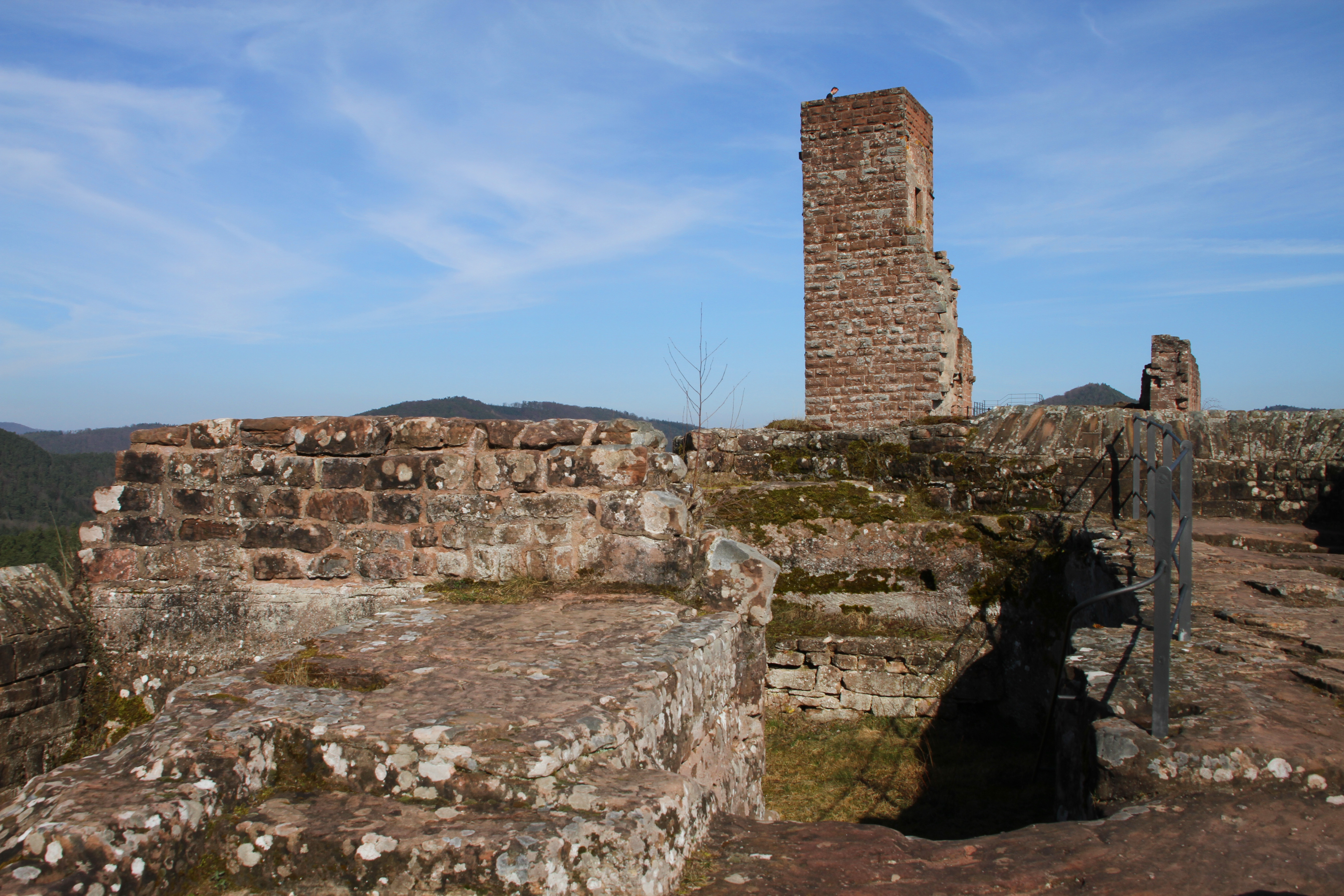
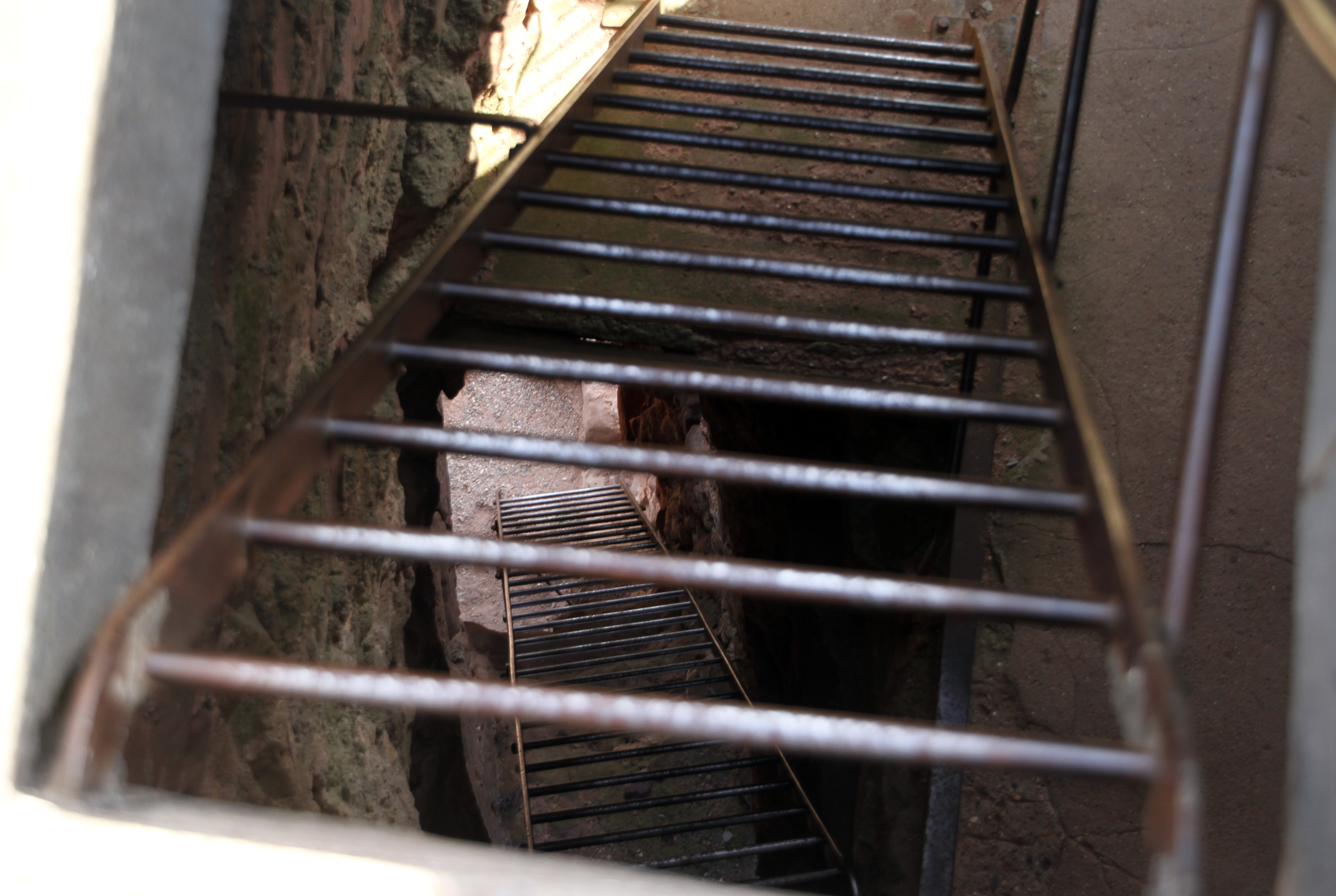
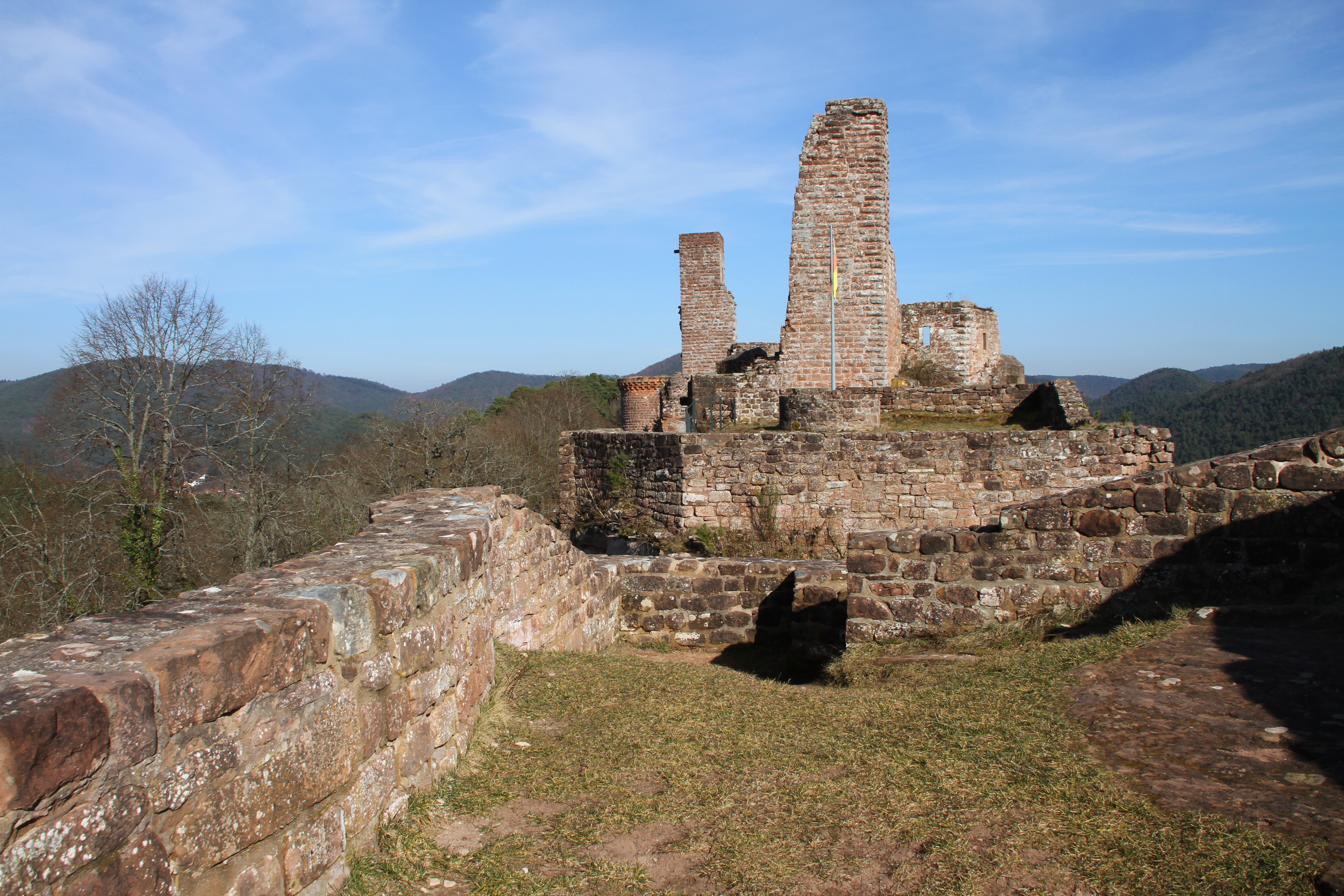
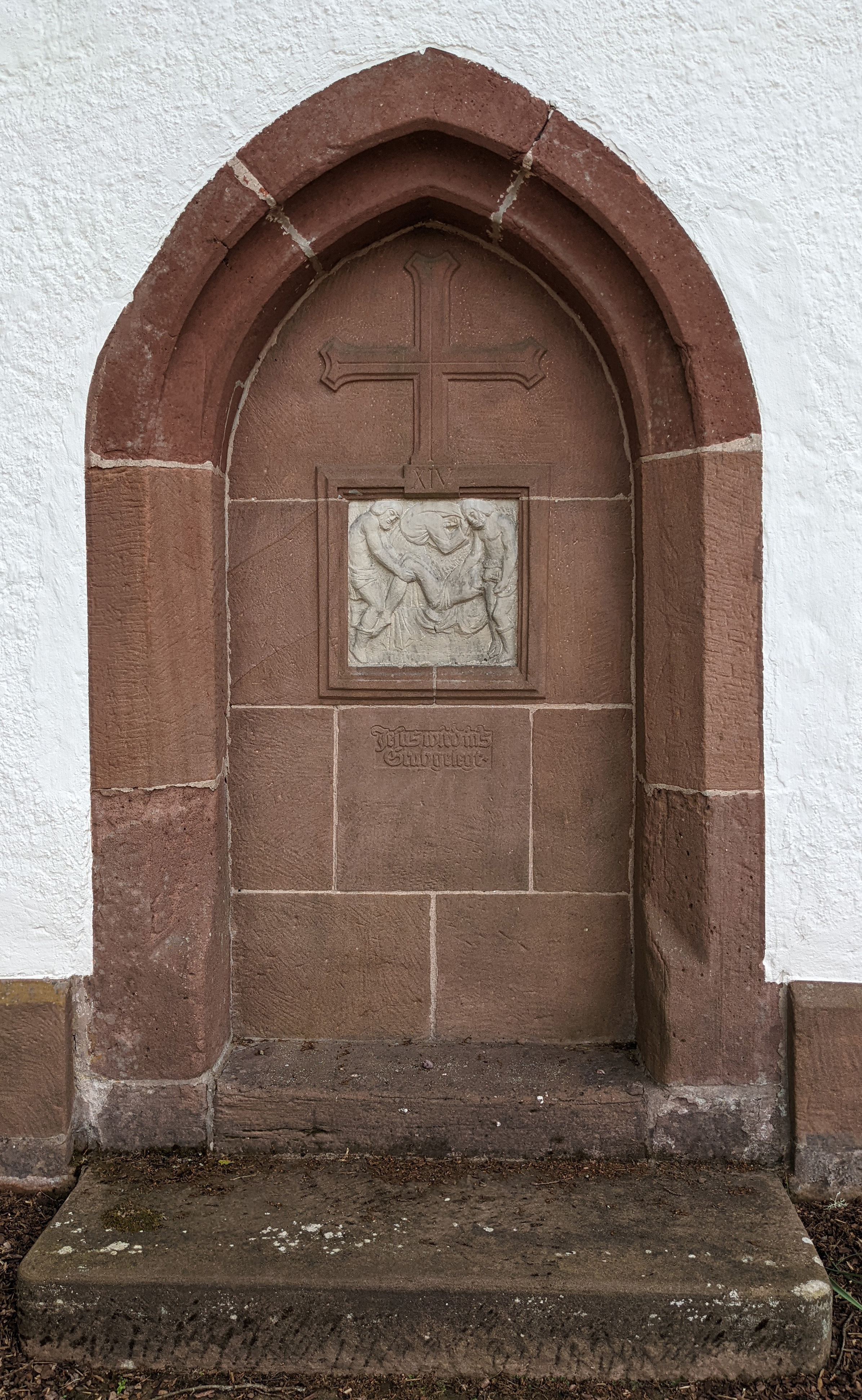
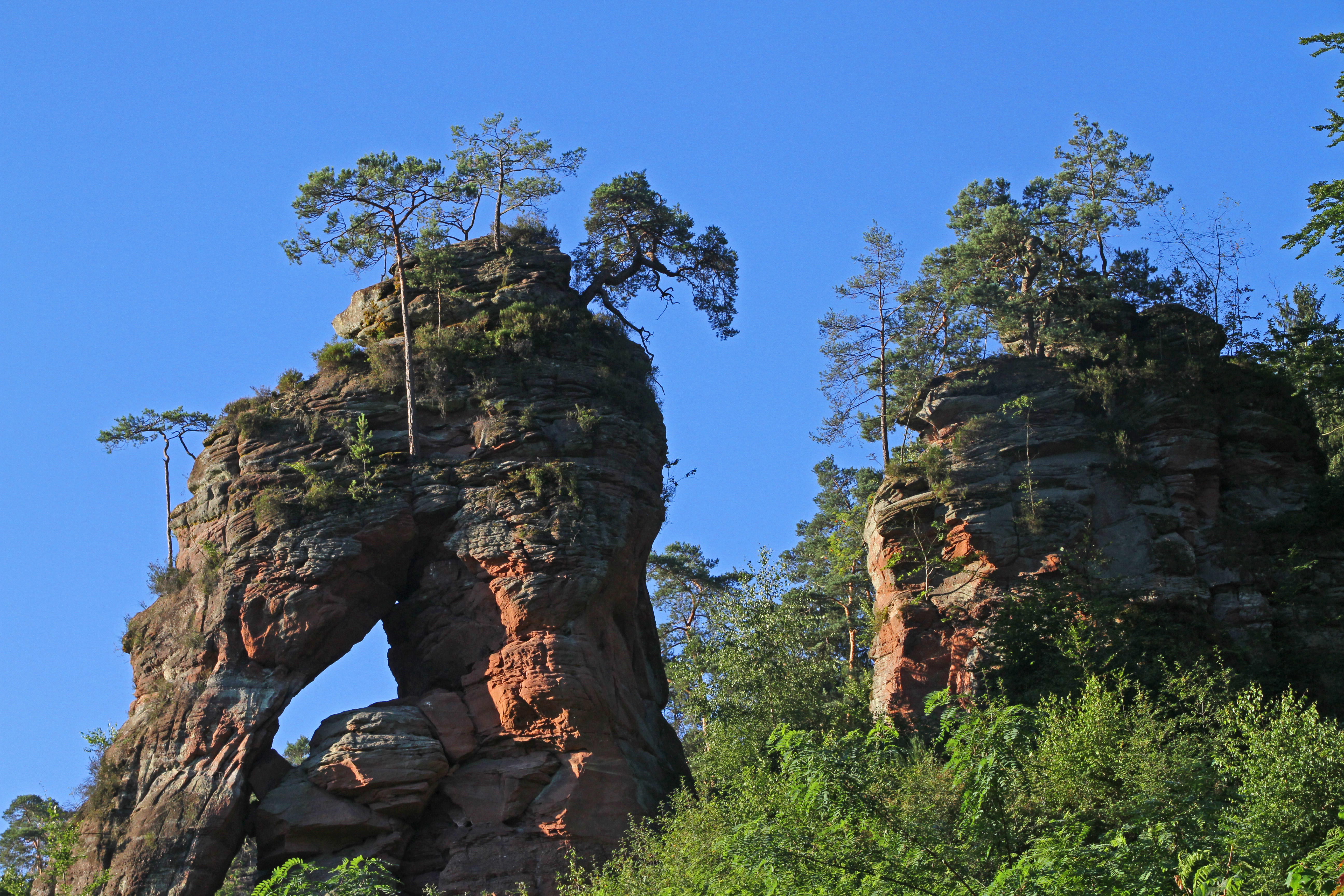
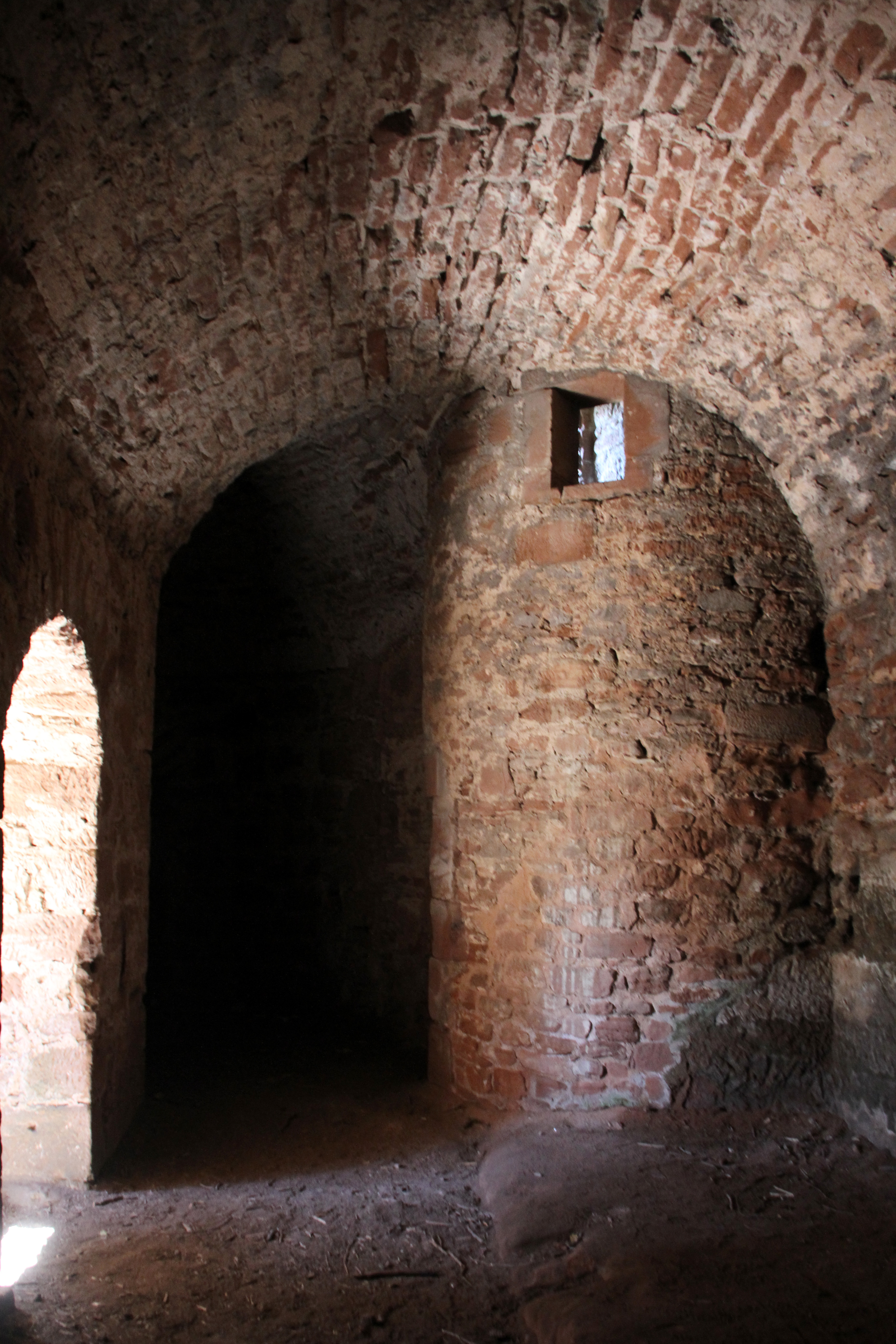
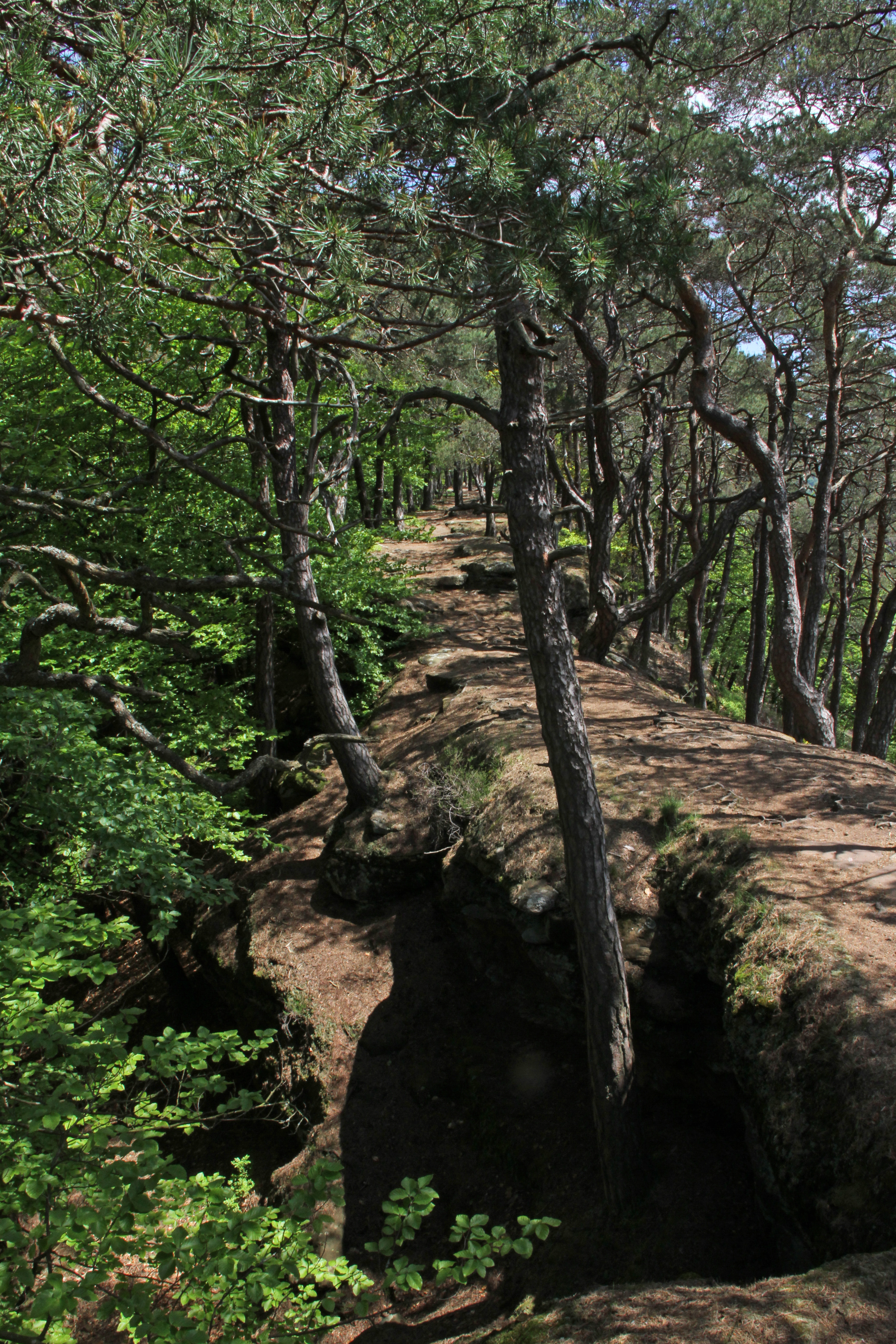